# Бодзаново (Радзейовський повіт)
Бодзаново (пол. Bodzanowo, нім. Bodan) — село в Польщі, у гміні Добре Радзейовського повіту Куявсько-Поморського воєводства.
Населення — 142 особи (2011).
У 1975-1998 роках село належало до Влоцлавського воєводства.

## Демографія
Демографічна структура станом на 31 березня 2011 року:
|          | Загалом | Допрацездатний вік | Працездатний вік | Постпрацездатний вік |
| -------- | ------- | ------------------ | ---------------- | -------------------- |
| Чоловіки | 71      | 12                 | 47               | 12                   |
| Жінки    | 71      | 12                 | 41               | 18                   |
| Разом    | 142     | 24                 | 88               | 30                   |